# Richard Schirrmann

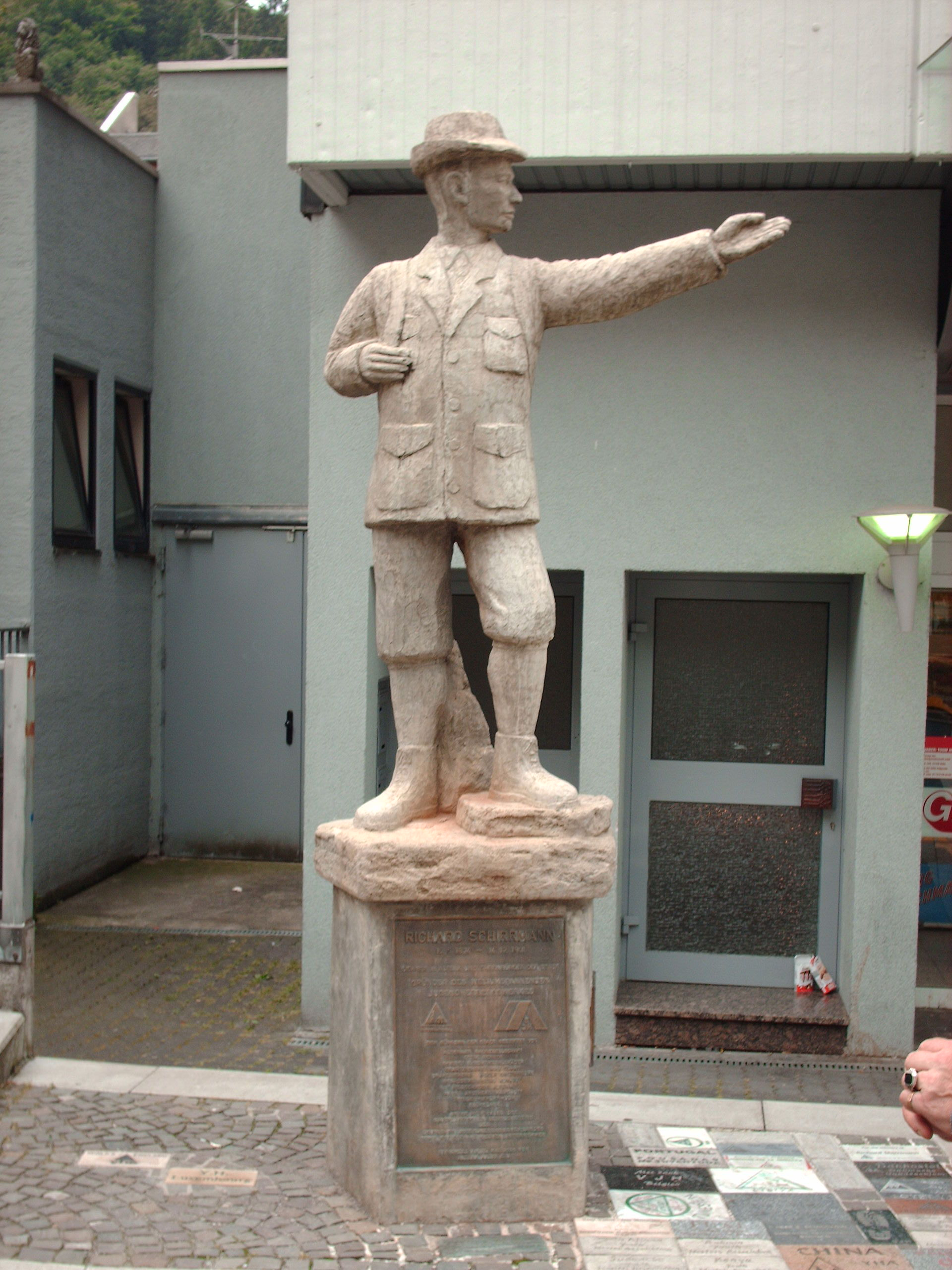
Standbeeld van Richard Schirrmann in Altena

Richard Schirrmann (Grunenfeld, 15 mei 1874 – Grävenwiesbach, 14 december 1961) was een Duits onderwijzer en de oprichter van de eerste jeugdherberg.
Schirrmann werd geboren in Grunenfeld, district Heiligenbeil, Oost-Pruisen (nu Gronówko, Ermland-Mazurië, Polen) als zoon van een onderwijzer. Na zijn studie werd hij zelf onderwijzer en ging hij in 1903 naar Altena (Westfalen). In 1907 publiceerde hij zijn eerste ideeën over goedkope logeermogelijkheden voor jonge mensen, nadat hij tijdens een schoolreisje met zijn leerlingen de nacht moest doorbrengen in schuurtjes en dorpsscholen en hierbij constateerde dat er een grote behoefte was aan betere accommodaties voor zulke reisjes. 
Schirrmann kreeg veel steun en donaties voor zijn idee en in 1907 opende hij de eerste semi-jeugdherberg op in de school in Altena. In 1912/'14 werd de officiële jeugdherberg in het toen recent gerestaureerde kasteel van Altena geopend. In 1919 richtte hij een wereldwijd netwerk van jeugdherbergen op. In 1922 stopte hij met lesgeven om zich helemaal te richten op de beweging van jeugdherbergen. Van 1933 tot 1936 leidde hij een international bureau onder de naam Hostelling International, maar hij werd door de nazi’s gedwongen hiermee te stoppen. Na de Tweede Wereldoorlog werkte hij aan de heroprichting van de Duitse associatie en de verdere internationalisering van zijn levenswerk, waarvoor hij in 1952 het Bundesverdienstkreuz kreeg.
Richard Schirrmann overleed in 1961 in Grävenwiesbach (Taunus).